# باقر فرجی
باقر فرجی (زادهٔ ۱۲ آبان ۱۳۷۶ در خرم آباد لرستان) بوکسور اهل ایران است.